# Wachholtz Verlag
Der Wachholtz Verlag, gegründet 1924 in Neumünster, ist ein Verlag für Heimat, Geschichte, Literatur, Kunst, Wirtschaft, und Natur. Von 2015 bis 2023 hatte die Firma ihren Geschäftssitz in Kiel, seit Anfang 2024 in Hamburg.

## Geschichte
1924 wurde der Verlag von Karl Wachholtz gegründet, einem Zeitungsverleger, dessen besonderes Interesse der Niederdeutschen Sprache, der Geschichte und Landeskunde Schleswig-Holsteins und der Archäologie galt. Ursprünglich hieß das Unternehmen Karl Wachholtz Verlag. 1950 übernahm sein Sohn Ulf Wachholtz den Buchverlag. Als neue Sparte kam die Herausgabe von Luftbildatlanten hinzu. Sie erschienen für alle damaligen deutschen Bundesländer, Skandinavien und Österreich. 1969 führte seine Ehefrau Gisela Wachholtz den Verlag weiter. Sie nahm künstlerisch bebilderte Werke zur Landeskunde und zur Archäologie in das Verlagsprogramm auf. 1994 übernahm deren Schwiegertochter Gabriele Wachholtz die Geschäftsführung. 2012 wurde der aus Kiel stammende Verleger Sven Murmann neuer Alleingesellschafter des Verlages. Im Januar 2015 verlegte der Verlag seinen Hauptsitz von Neumünster nach Kiel. im Jahr 2024 gab der Verlag sein Wissenschaftsprogramm, das zumeist als Druckkostenverlag finanziert wurde, an den Nomos Verlag ab und konzentriert sich seitdem auf das regionale Sachbuch. Gleichzeitig verschmolz der Wachholtz Verlag mit der Murmann Publishers GmbH und wird seitdem als Imprint geführt. Geleitet wird der Verlag vom Publizisten Olaf Irlenkäuser als Editor al Large sowie Sven Murmann als Verleger.

## Standardwerke des Verlags
- Geschichte Schleswig-Holsteins
- Neuer Biologischer Atlas Schleswig-Holsteins und Hamburgs
- Historischer Atlas Schleswig-Holsteins
- Schleswig-Holstein Lexikon
- Sass. Plattdeutsches Wörterbuch (Edition Fehrs-Gilde)
- Strandfunde

## Bekannte Wachholtz-Autoren, Fotografen und Herausgeber
- Oliver Auge
- Claus von Carnap-Bornheim
- Christian Degn
- Heinrich Detering
- Marianne Ehlers
- Rolf Fischer
- Berndt Heydemann
- Manfred Jessen-Klingenberg
- Detlev Kraack
- Martin Krieger
- Hansjörg Küster
- Jörn-Peter Leppien
- Klaus-Joachim Lorenzen-Schmidt
- Erich Maletzke
- Otto Mensing
- Hans F. Rothert
- Utz Schliesky
- Nicolaus Schmidt
- Heinz Spielmann
- Thomas Steensen

## Weitere Werke dieses Verlags
Eine unvollständige Liste von Werken des Wachholtz Verlages, die eigene Wikipedia-Artikel besitzen:
- Preußisches Wörterbuch
- Vertell doch mal
- Hamburgisches Wörterbuch
- Mecklenburgisches Wörterbuch
- Schleswig-Holsteinisches Wörterbuch
- Neue Ausgrabungen und Forschungen in Niedersachsen
- Biographisches Lexikon für Schleswig-Holstein und Lübeck
- Neues Archiv für Niedersachsen